# Tricalysia biafrana
Tricalysia biafrana är en måreväxtart som beskrevs av William Philip Hiern.
Tricalysia biafrana ingår i släktet Tricalysia och familjen måreväxter. Inga underarter finns listade i Catalogue of Life.